# 新潟醫療福祉大學
新潟醫療福祉大學（日语：新潟医療福祉大学 / にいがたいりょうふくしだいがく）是一所由新潟綜合學園運營的日本私立大學，隸屬於NSG集團，於2001年創立。

## 大學簡介
新潟醫療福祉大學定位為擁有體育及醫療系（含看護・醫療・復健・營養・運動・福祉）共6學部14學科1研究科5專攻的綜合大學。學生數超過4,000人。該校以就業率高著稱，在社會・社會福祉系大學實質就業率排名中，2015年與2016年蟬聯全國第一。
2001年以培育保健・醫療・福祉領域領導人才為目標創校，截至2023年4月設有6學部（14學科）與大學院（1研究科）（2024年4月新增設心理健康學科，成為6學部15學科）。
在排除升學者後的畢業生就業率排名中，社會福祉系2015年、2016年連續奪得全國首位。此成果吸引全國學生就讀，2016年數據顯示在校生有四成來自新潟縣外高中。2017年度報考人數達3,756人，合格者1,624人，入學者1,040人（定員充足率110%）。2018年4月校區旁學生宿舍「N-village 伍桃」（606室）正式啟用。

## 校區位置
校區位於新潟市北區，距新潟站車程約25分鐘，從豐榮站搭乘免費接駁巴士約20分鐘可達，鄰近新潟機場與新潟港。

## 交通方式
- 鐵路接駁: 從新潟站萬代口巴士總站9號月台搭乘「新潟醫療福祉大學行」或「太郎代濱行」路線巴士，於「新潟醫療福祉大學」站下車[7]。

## 教育與研究
該校教育與研究特色主要體現於以下三方面：  

### 跨領域團隊協作教育
- 專業資格導向：所有學科均對應專業資格考取，透過跨學科聯合教育設置「團隊醫療」與「團隊協作」核心課程，並實施跨學科聯合綜合研討會。
- 國際化實踐：聯合研討會吸引簽訂學術合作的海外學生參與，強化多元情境應對能力與語言技能。
- 運動科學融合：作為設有運動專業學科的醫療福祉綜合大學，積極推動運動科學與醫療的跨域整合，專注於運動員支援與相關研究。

### 實務能力培養
- 產學合作網絡：與NSG集團（日语：NSGグループ）旗下醫院、設施、企業及職業運動團體合作，開展教育研究活動。聯合地方政府與學校推動課外實踐，促進地域活化並提升學生實務經驗。
- 全球連結：與9國11所大學、2所醫療機構簽訂國際交流協議，各學科均提供海外研修計畫，與國際協力機構（JICA）合作推動國際援助專案。

### 精緻化支援體系
- 階梯式教學設計：首年實施師生比1:7~8的「基礎研討班」，針對專業科目提供補充教學。二年級起以小組形式進行校內實習指導，三年級後轉為個別化研討指導。
- 學習支援設施：設立「Well Café」學習支援中心，常駐學業顧問提供諮詢。配置「學習共享空間」（Learning Commons），供學生自主研習與交流。

## 學風與特色
競技體育重點培育
- 設有游泳部、男子足球部、女子足球部、男子籃球部、女子籃球部、田徑部、女子排球部、舞蹈部、硬式棒球部等9個指定重點發展社團
- 實施「專業職能」與「競技培育」雙軌制度，提供國家代表級選手養成計畫[9]
- 各隊服裝多採用橙色系設計，反映與NSG集團（日语：NSGグループ）及旗下職業足球隊新潟天鵝的深厚淵源

產學連動特色
- 活用NSG集團（日语：NSGグループ）醫療資源，建立運動科學與臨床醫學整合研究平台
- 與新潟天鵝共同開發運動員傷害預防方案，提供學生實習場域
- 定期舉辦「醫療×競技」跨領域研討會，強化理論與實務結合

### 校園文化
- 年度重點活動「橙輝祭」結合學術研討與運動競技展演
- 實施「學寮教育制度」，強化團隊合作與領導能力培養
- 設有「海外競技研修」制度，選派選手赴歐洲職業球隊見學

## 沿革

### 略史
在創校前的時代背景中，日本已面臨少子高齡化與醫療技術高度發展的雙重挑戰，社會對重視生活品質（QOL）的醫療及福祉需求日增。當時新潟縣內，新潟大學雖於2000年4月開設護理師、臨床檢驗技師、診療放射線技師的四年制教育課程，仍顯不足。為培育兼具保健・醫療・福祉專業知識，並能跨領域整合研究與實踐的複合型人才，本校遂於2001年正式創立。創校初期設有醫療技術學部（含物理治療學科・職能治療學科・語言聽覺學科・健康營養學科）與社會福祉學部（社會福祉學科），共2學部5學科。  
創設期（1999-2001）
- 1999年6月 - 獲准設立財團法人新潟醫療福祉大學設立準備財團
- 2000年12月 - 學校法人新潟綜合學園獲准成立，大學設置計畫通過審核
- 2001年4月 - 正式開學，首設：
  - 醫療技術學部：物理治療學科、職能治療學科、語言聽覺學科、健康營養學科
  - 社會福祉學部：社會福祉學科

發展期（2004-2014）
- 2004年11月 - 獲准設立大學院（研究生院）
- 2005年4月 - 啟動高等教育體系：
  - 大學院開設保健學專攻（碩士）、社會福祉學專攻（碩士）
  - 醫療技術學部新增健康運動科學科
- 2006年4月 - 學科擴充：
  - 醫療技術學部增設護理學科
  - 社會福祉學科開辦照護福祉專修課程
- 2007年4月 - 組織重組與國際化：
  - 醫療技術學部新增義肢裝具自立支援學科
  - 原健康營養學科等改組為健康科學部
  - 大學院增設醫療福祉學博士課程、健康科學碩士課程
  - 啟用東京校區

專業化擴張（2010-2023）
- 2010年4月 - 成立醫療經營管理學部，設醫療資訊管理學科
- 2011年4月 - 醫療技術學部新增臨床技術學科
- 2014年4月 - 學術架構升級：
  - 增設視機能科學科
  - 大學院開辦醫療資訊與經營管理碩士課程
- 2017年4月 - 醫療技術學部成立救急救命學科
- 2018年4月 - 大規模學部改編：
  - 醫療技術學部診療放射線學科新設
  - 原醫療技術學部相關學科改組為復健學部
  - 健康科學部護理學科獨立為護理學部
- 2023年4月 - 復健學部新增針灸健康學科，附設針灸研究中心

## 外部連結
- 新潟醫療福祉大學
- 強化俱樂部特集 （页面存档备份，存于）
- 新潟醫療福祉大學部落格 （页面存档备份，存于）
- YouTube上的NUHWmovie頻道
- N-Village伍桃 （页面存档备份，存于）（學生宿舍）
- 新潟醫療福祉大學的X（前Twitter）
- 新潟醫療福祉大學的Facebook專頁